# 那須塩原市立青木小学校
那須塩原市立青木小学校（なすしおばらしりつ あおきしょうがっこう）は、栃木県那須塩原市青木にある公立小学校。

## 沿革

### 年表
- 1904年11月20日 青木周蔵により私立青木尋常小学校として開校。
- 1906年1月27日 - 校舎落成
- 1934年12月3日 - 公立に移管し、高林村立高林尋常高等小学南校青木分教場となる。
- 1941年4月1日 - 国民学校令により高林村南国民学校青木分教場と改称。
- 1947年4月1日 - 学制改革により高林村立高林小学校青木分校と改称。
- 1948年3月31日 - 高林村立高林小学校から分離し、高林村立青木小学校として独立。
- 1955年1月1日 - 町村合併により黒磯町立青木小学校と改称。
- 1958年
  - 5月26日 - 校舎新築
  - 7月23日 - 校歌制定
- 1964年11月10日 - 管理棟新築
- 1970年11月1日 - 市制施行により黒磯市立青木小学校と改称。
- 1971年7月31日 - プール完成
- 1975年11月1日 - 体育館落成
- 1995年11月7日 - 校舎改築落成
- 2005年1月1日 - 市町村合併により那須塩原市立青木小学校と改称。
- 2012年4月1日 - 小規模特認校に指定[1]。
- 2014年11月20日 - 創立110周年記念講演会
- 2016年
  - 2月19日 - 低鉄棒設置
  - 6月10日 - 校心「開拓者精神」設定
- 2017年10月13日 - オオヤマザクラ植樹祭
- 2018年3月4日 - うんてい新設
- 2020年9月18日 - トイレ洋式化改修整備工事終了、翌19日には相撲場屋根落成

## 教育方針
- 校心
  - 開拓者精神
- 教育目標
  - かしこく (知性・学力)
  - やさしく (感性・徳性)
  - たくましく(体力・社会力)

## 通学区域と進学先中学校
出典
- 通学区域
那須塩原市 青木1区 - 4区、青木東昭区
- 進学先中学校は那須塩原市立高林中学校と那須塩原市立黒磯北中学校である。

## 交通
- JR東北本線（宇都宮線）黒磯駅より約6.6km
- 関東自動車 板室線、那須ハイランドパーク線 「青木バス停」より徒歩2分（約130m）